# Don McKenzie

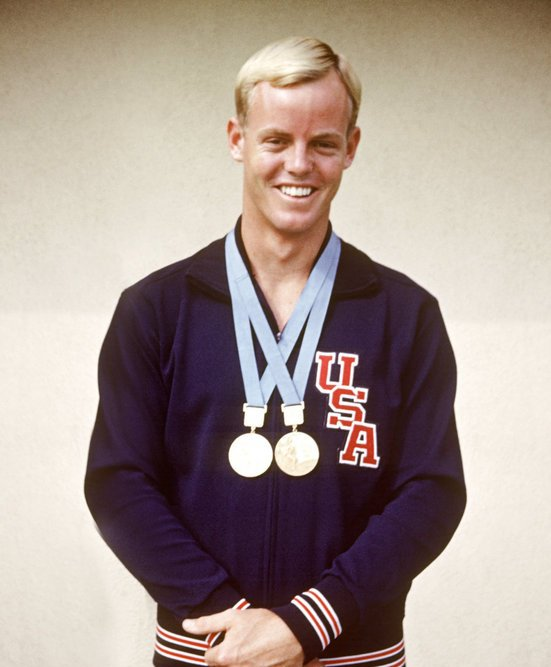
Don McKenzie

Donald Ward "Don" McKenzie, Jr., född 11 maj 1947 i Hollywood i Kalifornien, död 3 december 2008 i Reno i Nevada, var en amerikansk simmare.
McKenzie blev olympisk guldmedaljör på 100 meter bröstsim vid sommarspelen 1968 i Mexico City.